# شاه‌بوف هندی
شاه‌بوف هندی یا آله‌بوف بنگالی (نام علمی: Bubo bengalensis) نام یک گونه از سرده بوف‌ها است.